# Olsbacka
Olsbacka är en by i Aspeboda socken i Falu kommun, Dalarna. Den ligger vid riksväg 50 mellan Borlänge och Falun och på järnvägslinjen Falun-Björbo där en järnvägsstation med namnet Åkern  öppnades den  23 juni 1904. Stationen bytte redan den 1 oktober 1904 namn till Olsbacka och nedlades den 29 maj 1960.